# Aetheorhiza bulbosa
 Aetheorhiza bulbosa   (L.) Cass., 1827 è una pianta angiosperma dicotiledone della famiglia delle Asteraceae. Aetheorhiza bulbosa è anche l'unica specie del genere Aetheorhiza  Cass., 1827.

## Etimologia
Il nome scientifico del genere è stato definito per la prima volta dai botanici Carl Linnaeus (1707-1778) e Alexandre Henri Gabriel de Cassini (1781-1832) nella pubblicazione " Dictionnaire des Sciences Naturelles, dans lequel on traite méthodiquement des différens êtres de la nature, considérés soit en eux-mêmes, d'aprés l'état actuel de nos connoissances, soit relativement à l'utilité quén peuvent retirer la médecine, l'agriculture, le commerce et les arts. Strasbourg. Edition 2" ( Dict. Sci. Nat., ed. 2. [F. Cuvier] 48: 426) del 1827. Il nome scientifico del genere è stato definito nella stessa pubblicazione.

## Descrizione

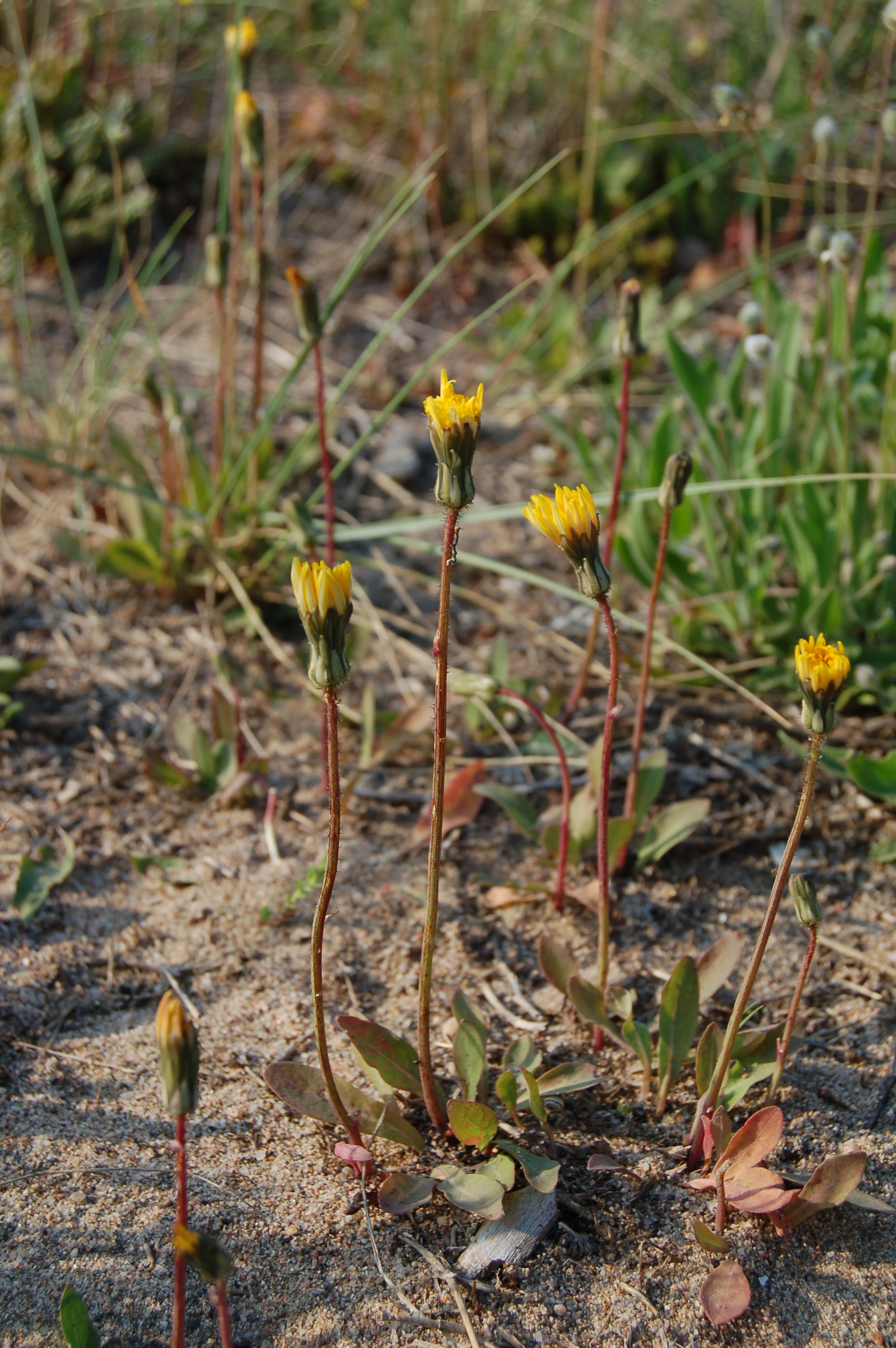
Il portamento

Habitus. La forma biologica è geofita bulbose (G bulb), sono piante perenni munite di bulbo, organo di riserva che annualmente produce nuovi fusti, foglie e fiori. I portamenti sono erbacei di tipo scaposo e rosulato con tendenza ad espandersi a tappeto. Negli organi interni sono presenti dei canali laticiferi; sono inoltre piante stolonifere.
Fusto. I fusti sono semplici, brevi e privi di foglie cauline. Nella parte apicale è peloso-ghiandoloso. La parte sotterranea è un rizoma sottile con portamento strisciante; i tuberi sono subsferici (diametro 5 – 15 mm). L'altezza di queste piante varia da 8 a 30 cm.
Foglie. Le foglie sono solamente basali (in rosette). Raramente sono presenti una o due foglie cauline per lo più ridotte e squamiformi. La lamina è intera con forme da lanceolate a lanceolato-lineari e con margini grossolanamente dentato-dentellati. La superficie è glabra e glauca. Dimensione delle foglie basali: larghezza 1 cm; lunghezza 5 – 12 cm. Lunghezza delle foglie superiori: 3 – 7 mm.
Infiorescenza. L'infiorescenza è formata da capolini scaposi e isolati. I capolini, solamente di tipo ligulifloro, sono formati da un involucro, normalmente a forma da cilindrica a conica e ghiandoloso, all'interno del quale un ricettacolo fa da base ai fiori ligulati. L'involucro è composto da diverse brattee embricate e scalate disposte in due serie. Le brattee hanno delle forme più o meno lanceolato-lineari con, in alcuni casi, margini membranosi; quelle esterne sono lunghe 1/5 di quelle interne larghe circa 2 mm. Il ricettacolo è nudo (senza pagliette). Dimensioni dell'involucro: larghezza 5 – 6 mm; lunghezza 11 –16 mm.
Fiori. I fiori, da 13 a 16 per capolino, sono tetra-ciclici (ossia sono presenti 4 verticilli: calice – corolla – androceo – gineceo) e pentameri (ogni verticillo ha in genere 5 elementi). I fiori sono inoltre ermafroditi, fertili e zigomorfi.
- Formula fiorale:

*/x K {\displaystyle \infty }, [C (5), A (5)], G 2 (infero), achenio
- Calice: i sepali del calice sono ridotti ad una coroncina di squame.
- Corolla: le corolle sono formate da una ligula terminante con 5 denti; il colore è giallo (sono eventualmente arrossate sui bordi); la superficie può essere sia pubescente che glabra.
- Androceo: gli stami sono 5 con filamenti liberi e distinti, mentre le antere sono saldate in un manicotto (o tubo) circondante lo stilo.[13] Le antere sono caudate e alla base sono acute. Il polline è tricolporato.[14]
- Gineceo: lo stilo è filiforme. Gli stigmi dello stilo sono due divergenti e ricurvi con la superficie stigmatica posizionata internamente (vicino alla base).[15] L'ovario è infero uniloculare formato da 2 carpelli.
- Fioritura: da marzo a giugno.

Frutti. I frutti sono degli acheni con pappo. Gli acheni sono troncati all'apice e raramente hanno un becco. La forma, da ellissoide-fusiforme a oblunga-obovoide, può essere compressa e più o meno appiattita; hanno inoltre 4 coste. Il carpoforo non è mai anulare. Il pappo, in genere formato da setole, può mancare o avere alcuni brevi peli. Dimensione degli acheni: 3 – 4 mm.

## Biologia
- Impollinazione: l'impollinazione avviene tramite insetti (impollinazione entomogama tramite farfalle diurne e notturne).
- Riproduzione: la fecondazione avviene fondamentalmente tramite l'impollinazione dei fiori (vedi sopra).
- Dispersione: i semi (gli acheni) cadendo a terra sono successivamente dispersi soprattutto da insetti tipo formiche (disseminazione mirmecoria). In questo tipo di piante avviene anche un altro tipo di dispersione: zoocoria. Infatti gli uncini delle brattee dell'involucro si agganciano ai peli degli animali di passaggio disperdendo così anche su lunghe distanze i semi della pianta.

## Distribuzione e habitat
- Geoelemento: il tipo corologico (area di origine) è Steno-Mediterraneo.
- Distribuzione: in Italia questa specie si trova comunemente al Centro e al Sud; al Nord è presente nel Veneto e in Liguria. Nel resto dell'Europa e dell'areale del Mediterraneo si trova in comunemente in tutta la fascia costiera mediterranea (compresa l'Africa e l'Asia mediterranea).[2]
- Habitat: l'habitat preferito per queste piante sono le spiagge, gli incolti sabbiosi e i campi.
- Distribuzione altitudinale: sui rilievi, in Italia, queste piante si possono trovare fino a 600 m s.l.m..

### Fitosociologia
Aetheorhiza bulbosa appartiene alla seguente comunità vegetale:
Macrotipologia: vegetazione delle praterie
Classe: Tuberarietea guttatae (Br.-Bl., 1952) Rivas Goday & Rivas-Martinez, 1963
Descrizione. La classe Tuberarietea guttatae è relativa ai prati effimeri a sviluppo primaverile su suoli sabbiosi; la distribuzione è tipicamente mediterranea soprattutto in ambiente costiero.

## Tassonomia
La famiglia di appartenenza di questa voce (Asteraceae o Compositae, nomen conservandum) probabilmente originaria del Sud America, è la più numerosa del mondo vegetale, comprende oltre 23.000 specie distribuite su 1.535 generi, oppure 22.750 specie e 1.530 generi secondo altre fonti (una delle checklist più aggiornata elenca fino a 1.679 generi). La famiglia attualmente (2021) è divisa in 16 sottofamiglie.

### Filogenesi
Il genere di questa voce appartiene alla sottotribù Hyoseridinae della tribù Cichorieae (unica tribù della sottofamiglia Cichorioideae). In base ai dati filogenetici la sottofamiglia Cichorioideae è il terz'ultimo gruppo che si è separato dal nucleo delle Asteraceae (gli ultimi due sono Corymbioideae e Asteroideae). La sottotribù Hyoseridinae fa parte del "quarto" clade della tribù; in questo clade è in posizione "basale" vicina alla sottotribù Lactucinae.
I caratteri più distintivi per questa sottotribù (e quindi per i suoi generi) sono:
- le foglie sono sia basali (rosette) che cauline;
- la forma dell'achenio varia da ellissoide-fusiforme a oblunga-obovoide;
- il pappo può essere dimorfico (formato da setole e peli cotonosi);
- il pappo è formato da setole sottili e flessibili.

Il genere Aetheorhiza è simile al genere Sonchus, ma è diverso per i fusti privi di foglie cauline e i rizomi allungati.
I caratteri distintivi per le specie di questo genere sono:
- piante stolonifere;
- le infiorescenze sono scapose;
- sono presenti solamente rosette basali (raramente sono presenti anche una o due foglie cauline);
- la parte sotterranea del fusto consiste in un rizoma allungato.

Il numero cromosomico della specie è: 2n = 18 (diploide).
In precedenti trattazioni questa specie era descritta all'interno della sottotribù Sonchinae (ora obsoleta).

### Sottospecie
Per questa specie sono indicate le seguenti sottospecie:
- Aetheorhiza bulbosa subsp. bulbosa- È la stirpe principale.
- Aetheorhiza bulbosa subsp. microcephala Rech.f. - Distribuzione: Grecia, Anatolia e Siria. Il diametro degl'invoucri dei capolini è minore (8 – 11 mm).
- Aetheorhiza bulbosa subsp. willkommii (Burnat & Barbey) Rech.f. - Distribuzione: Isole Baleari. Le brattee involucrali sono più strette (1 - 1,8 mm) e gli acheni sono più lunghi (circa 5mm).

### Sinonimi
Sono elencati alcuni sinonimi per questa entità:
- Leontodon bulbosus  L.
- Sonchus bulbosus (L.) N.Kilian & Greuter

Sinonimi della sottospecie bulbosa
- Crepis bulbosa  Tausch
- Hieracium bulbosum  Willd.
- Hieracium stoloniferum  Viv.
- Hieracium tuberosum  Brot.
- Intybus bulbosus  Fr.
- Prenanthes bulbosa  DC.
- Taraxacum bulbosum  Rchb.
- Troximon bulbosum  Raf.

Sinonimi della sottospecie microcephala
- Sonchus bulbosus subsp. microcephalus (Rech.f.) N.Kilian & Greuter

Sinonimi della sottospecie willkommii
- Aetheorhiza montana  Willk.
- Crepis montana  (Willk.) Marès & Vigin.
- Crepis willkommii  Burnat & Barbey
- Sonchus bulbosus subsp. willkomii  (Burnat & Barbey) N.Kilian & Greuter
- Sonchus montanus  (Willk.) Rosselló
- Sonchus willkommii  (Burnat & Barbey) Rosselló & L.Sáez

Il genere a volte è indicato come:
- Aetheorrhiza Rchb.